# Svartedalens naturreservat, Uddevalla kommun
Ej att förväxla med Svartedalens naturreservat i Kungälvs, Lilla Edets och Stenungsunds kommuner.

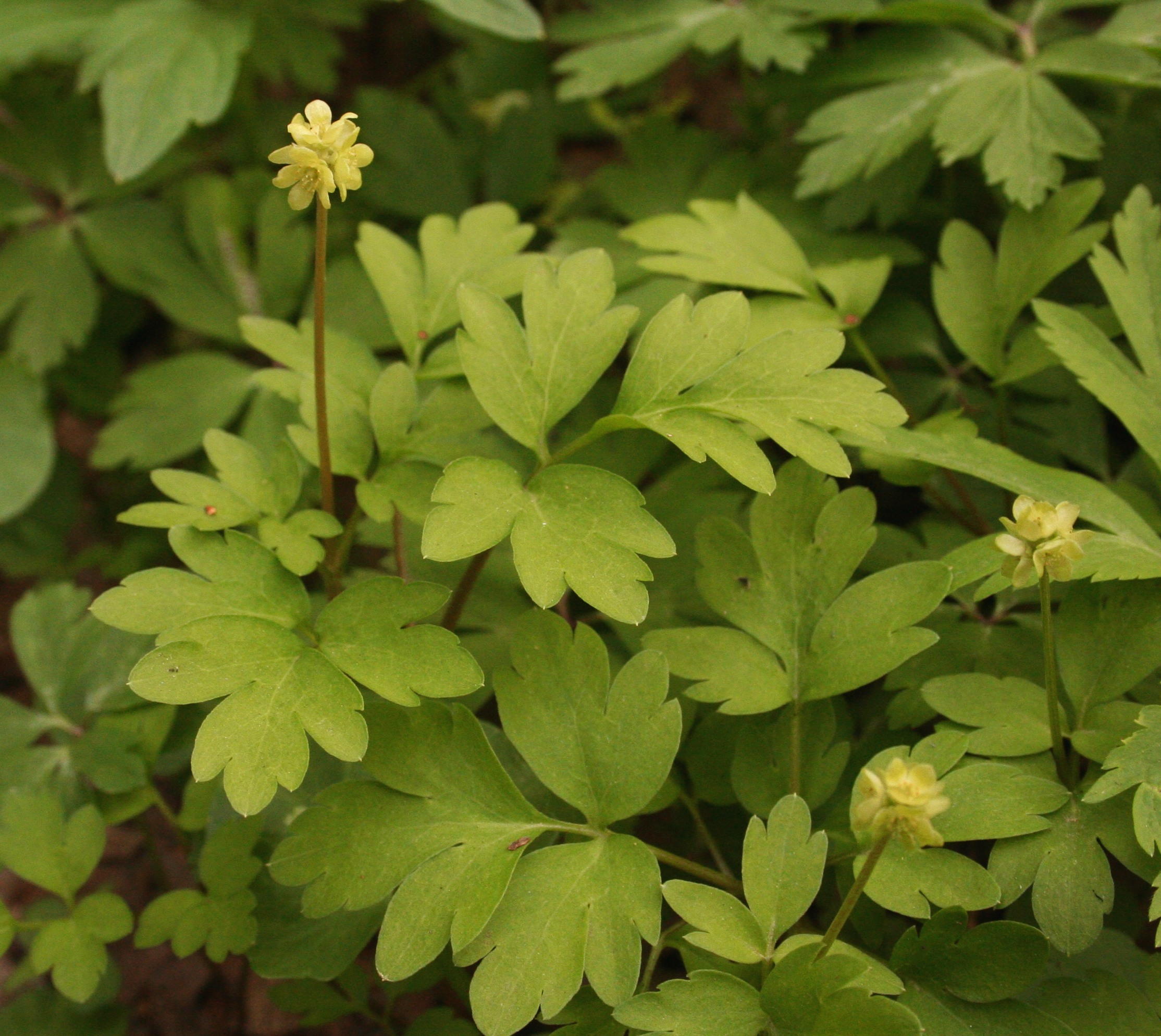
Desmeknopp

Svartedalen är ett naturreservat i Bokenäs socken i Uddevalla kommun i Bohuslän.
På Bokenäset i nordost nära Gullmarsfjorden är detta naturreservat beläget, 1,5 km nordväst om Bokenäs nya kyrka. Området är 15 hektar stort och består av en bäckravin. Det avsattes som skyddat område 1969.
Kring bäckravinen växer ek- och bokskog med en del mycket stora träd. I själva ravinen dominerar al. Ängsmarker finns insprängda i lövskogen. På våren kan man se vitsippor, vårlök, gullpudra och desmeknopp. Under sommaren växer strutbräken, springkorn, stinksyska och hässleklocka.
Reservatet har ett rikt djurliv. Många olika fågelarter finns där bl.a. korp, kattuggla, gröngöling, spillkråka, strömstare och stjärtmes. 
Området förvaltas av Västkuststiftelsen.